# Эль-Хазм
Эль-Хазм (араб.  الحزم‎) — город в Йемене.

## Общая информация
Расположен в северо-западной части страны, примерно в 170 км к северо-востоку от Саны. Административный центр мухафазы Эль-Джауф.
Имеется небольшой аэропорт, больница и гостиница. Название города часто упоминается в публикациях, связанных с Аль-Каидой.

## Население
По данным на 2013 год численность населения города составляла 16 362 человека.
Динамика численности населения города по годам:
| 2004   | 2013   |
| ------ | ------ |
| 13 553 | 16 362 |